# Mediodactylus ilamensis
Mediodactylus ilamensis là một loài thằn lằn trong họ Gekkonidae. Loài này được Fathinia, Karamiani, Darvishnia, Heidari & Rastegar-Pouyani mô tả khoa học đầu tiên năm 2011.